# Lillehammer
Lillehammer er en kommune i Gudbrandsdalen i Innlandet fylke i Norge. Lillehammer var administrationscenter i Oppland fylke, og en del af administrationen af Innlandet fylke ligger også i byen. Den ligger ved nordenden af søen Mjøsa og grænser i nord op til Øyer, i sydøst op til Ringsaker, i syd op til Gjøvik, i sydvest op til Nordre Land, og i vest op til Gausdal. Centrum, Nordre/Søre Ål, Røyslimoen og Vårsetergrenda ligger på østsiden, hvor Gudbrandsdalslågen løber ud i Mjøsa. Jørstadmoen og Fåberg ligger nord for centrum, og Vingnes på Vestsiden af Mjøsa.
Byen er den nordlige endestation for rutefarten med DS Skibladner. Højeste punkt i kommunen er Nevelfjell der er 1.092 moh.

## Sport

### Vintersport
Lillehammer var vært for Vinter-OL 1994. I Lillehammer-området er der særdeles gode forhold for alle, der går på ski, både langrend og alpine discipliner. Inden for en times kørsel fra centrum af byen findes 6 skicentre med til sammen 45 skilifte med 42 nedfarter.

### EM
Danmarks herrelandshold i håndbold vandt EM-guld i Lillehammer i 2008.

## Kultur
I Lillehammer har man blandt andet mulighed for at besøge Lillehammer kunstmuseum, der indeholder værker af blandt andre J.C. Dahl, Hans Gude og Adolph Tidemand.
I Lillehammer findes frilandsmuseet Maihaugen, der bl.a. har en tagspånhøvl og en husskruehøvl. Hunderfossen Familiepark har attraktioner for hele familien.
Den norske forfatter og nobelprisvinder Sigrid Undset (1882–1949) var bosat på Bjerkebæk i Lillehammer fra 1919 til sin død i 1949.

## Kendte personer fra Lillehammer
- Lars Olsen Skrefsrud († 1910), missionær og sprogforsker, Santalmissionens grundlægger
- Sigrid Undset († 1949), forfatter, flyttede til Lillehammer i 1919
- Anne Stine Ingstad († 1997), arkæolog[2]
- Jakob Weidemann († 2001), billedkunstner, bosat på gården Ringsveen fra 1968
- Aase Nordmo Løvberg (1923-2013), operasangerinde
- Håkon Brusveen (1927- ), skiløber, olympisk mester (1960)
- Sigbjørn Johnsen (1950- ) politiker, regeringsmedlem, født i Lillehammer
- Olemic Thommessen (1956- ), politiker, stortingspræsident
- Åsne Seierstad (1970- ), forfatter, journalist, voksede op i Lillehammer
- Jacob Young (1970-), musiker, jazzmusiker